# José María Núñez Urrezola
José María Núñez Urrezola (Tolosa, Guipúzcoa, 22 de enero de 1952) es un exfutbolista español que jugaba como defensa. El principal equipo de su carrera deportiva fue el Athletic Club, con el que disputó un total 258 encuentros y anotó dos goles.

## Trayectoria
Formó parte de la disciplina del Bilbao Athletic desde 1971, equipo con el que disputó cincuenta y seis partidos hasta que promocionó al Athletic Club en 1973. Con el primer equipo, participó en apenas trece encuentros en tres temporadas —la primera de ellas se cerró sin participación alguna—, por lo que decidió abandonar Bilbao en busca de minutos. Se incorporó así al Real Sporting de Gijón en 1976 —cedido por dos temporadas como parte del traspaso de Ignacio Churruca—, con el que jugó treinta y un encuentros en la campaña 1976-77 y logró ascender a Primera División como campeón de la categoría. En la temporada 1977-78 jugó veinte encuentros con el Sporting y regresó al Athletic para la campaña 1978-79.
Se mantuvo en el equipo durante ocho temporadas en las que llegó a jugar 245 partidos, en los que anotó dos goles, y logró ganar el campeonato de Primera División en las campañas 1982-83 y 1983-84. En esta última conquistó, además, la Copa del Rey, por lo que también se proclamó campeón de la Supercopa de España de 1984. En 1986 abandonó definitivamente el Athletic Club y se incorporó al Sestao S. C., con el que disputó dos temporadas en Segunda División antes de colgar las botas en 1988.

## Clubes
| Club                   | País   | Año       |
| ---------------------- | ------ | --------- |
| Bilbao Athletic        | España | 1971-1973 |
| Athletic Club          | España | 1973-1976 |
| Real Sporting de Gijón | España | 1976-1978 |
| Athletic Club          | España | 1978-1986 |
| Sestao S. C.           | España | 1986-1988 |

## Palmarés

### Campeonatos nacionales
| Título              | Club          | País   | Año  |
| ------------------- | ------------- | ------ | ---- |
| Liga española       | Athletic Club | España | 1983 |
| Liga española       | Athletic Club | España | 1984 |
| Copa del Rey        | Athletic Club | España | 1984 |
| Supercopa de España | Athletic Club | España | 1984 |